# Villiers-en-Bière
Villiers-en-Bière – miejscowość i gmina we Francji, w regionie Île-de-France, w departamencie Sekwana i Marna.
Według danych na rok 1990 gminę zamieszkiwało 158 osób, a gęstość zaludnienia wynosiła 15 osób/km² (wśród 1287 gmin regionu Île-de-France Villiers-en-Bière plasuje się na 1022. miejscu pod względem liczby ludności, natomiast pod względem powierzchni na miejscu 351.).